# 弗朗西斯科·郗仕
弗朗西斯科·郗仕（義大利語：Francesco Sisci，1960年8月5日—），意大利汉学家、作家、记者，曾任意大利欧洲事务部部长高级顾问。

## 生平
1960年出生于意大利塔兰托。毕业于威尼斯大学汉语专业。随后，他进入伦敦大学亚非学院学习。1988年，他进入中国社会科学院研究生院攻读博士，成为该院第一位外国学生，后以《早期墨家思想的理性化和政治话语》的论文获得中国古典文献学哲学博士学位。
他的职业生涯始于意大利安莎社驻京记者，后来担任香港《亚洲时报》大中华区记者。他曾担任意大利几家主要报纸的记者，如《24小时太阳报》、《晚邮报》和《新闻报》。自1999年起，他一直担任意大利环境部驻华高级顾问，并创建了意中环境合作框架。他还曾担任意大利文化学院驻华院长两年。自2004年起，他一直担任意大利和中共中央党校之间合作项目的协调员。2005年至2010年，他担任《新闻报》亚洲版编辑。
目前，他是中国人民大学高级研究员，并为多家地缘政治问题期刊和智库撰稿。

## 荣誉
- 2005年意大利共和国功绩勋章[7]
- 2006年中国社会科学院中国古代文学名誉教授